# Konarak (navio auxiliar)
O navio auxiliar iraniano Konarak (em persa: کنارک) é um navio auxiliar da classe Hendijan. Foi construído nos Países Baixos e está em serviço desde 1988. Originalmente concebido como navio auxiliar e logística, o Konarak foi revisado em 2018 e agora está armado com mísseis antinavio. O navio foi atingido por um míssil disparado do Jamaran em um incidente de fogo amigo durante o treinamento em 10 de maio de 2020, matando 19 tripulantes.

## Descrição
O Konarak foi construído em 1988, nos estaleiros K. Damen, em Boven-Hardinxveld, nos Países Baixos, com o casco número 1403. Foi encomendado e comprado antes da Revolução Iraniana de 1979. As doze embarcações auxiliares da classe Hendijan foram construídas nas décadas de 1980 e 1990, seis delas nos estaleiros K. Damen e o restante sob contrato no Irã. Perguntas foram levantadas no parlamento holandês sobre a entrega dos navios durante a Guerra Irã-Iraque de 1980–88, mas como os navios estavam desarmados e não eram navios de combate, uma licença de exportação não era necessária. Os neerlandeses também entregaram um reboque e um caminhão–tanque à Marinha iraniana durante esse período. O Konarak está em serviço desde 1988.
O Konarak tem um deslocamento de 650 toneladas (660 t) em carga máxima, tem 47 m de comprimento total, 8,55 m de largura e um calado de 2,86 m. É capaz de transportar 40 toneladas (39 toneladas de deslocamento; 44 toneladas curtas) de carga no convés, 95 metros cúbicos em seus porões/tanques e 90 soldados/tripulantes.

## Serviço
Navios da classe Hendijan foram usados como embarcações auxiliares e em funções de logística. Nos últimos anos, eles foram reaproveitados como navios combatentes com armas antinavio instaladas. O Konarak foi revisado em 2018 e recebeu capacidade de lançamento de mísseis e poderia ser usado para colocar minas. O Konarak não possuía armas antimísseis, embora possa ter um canhão Oerlikon 20 mm e quatro mísseis antinavios Nasr-1. Uniu-se à força naval iraniana com sede na cidade de Konarak, em 7 de outubro de 2018.

### Incidente de fogo amigo em 2020
Em 10 de maio de 2020, o navio foi atingido por um míssil C-802 Noor disparado pelo Jamaran, quando estava no Estreito de Ormuz. A televisão oficial iraniana relatou inicialmente uma fatalidade no incidente, mas depois foi revisada para 19 mortos e 15 feridos. O Konarak esteve envolvido como um concurso, estabelecendo alvos para a prática de tiro ao alvo de mísseis do Jamaran. O Konarak não conseguiu se distanciar suficientemente do alvo antes do lançamento e foi atingido por um míssil. O míssil pode ter bloqueado automaticamente o Konarak como o maior alvo ou então ter sido definido como alvo por erro humano. Após o incidente, o Konarak foi recuperado para o porto para ser submetido a uma "inspeção técnica". Imagens publicadas pela emissora estatal iraniana IRIB mostraram o navio pesadamente afundado na proa, com sua superestrutura devastada e fumaça visível dos incêndios.